# Jesus kär, min lots du är
Jesus kär, min lots du är är en sångtext diktad 1871 av Edward Hopper. Texten översattes till svenska 1893 av Joël Blomqvist. Den sjungs till en melodi av Johan Edgar Gould.

## Publicerad i
- Frälsningsarméns sångbok 1968 som nr 682 under rubriken "Barn och ungdom" med inledningsorden Jesus kär, min lots du bliv.
- Frälsningsarméns sångbok 1990 som nr 464 under rubriken "Ordet och bönen" med inledningsorden Jesus kär, min lots du är.